# 도메인 (소프트웨어 공학)
소프트웨어 공학에서 도메인(domain)은 컴퓨터 프로그램의 대상이 되는 주제 영역이다. 공식적으로는 좁게 또는 넓게 정의된 특정 컴퓨터 프로그래밍 프로젝트의 대상 주제를 나타낸다. 예를 들어, 특정 병원을 위한 프로그램을 만드는 것을 목표로 하는 특정 프로그래밍 프로젝트의 경우, 그 병원이 도메인이 된다. 또는 프로젝트 범위를 확장하여 모든 병원을 도메인으로 포함할 수도 있다.:352 컴퓨터 프로그래밍 설계에서 도메인은 도메인 공학으로 알려진 컴퓨터 프로그래밍 영역의 문제를 해결하기 위해 구축된 모든 소프트웨어 프로그램에 대한 공통 요구 사항, 용어 및 기능 세트를 정의함으로써 설정된다. "도메인"이라는 단어는 애플리케이션 도메인의 동의어로도 사용된다.
도메인은 소프트웨어 공학 영역에서 일반적으로 애플리케이션이 적용될 대상 영역을 나타낸다. 다시 말해, 애플리케이션 개발 중 도메인은 "애플리케이션 로직이 회전하는 지식 및 활동의 영역"이다. —앤드루 파월-모스

도메인: 지식, 영향 또는 활동의 영역. 사용자가 프로그램을 적용하는 주제 영역이 소프트웨어의 도메인이다. —에릭 에반스

## 같이 보기
- 도메인 주도 설계
- 도메인 특정 프로그래밍 언어
- 도메인 모델
- 프로그래밍 도메인